# Schwebefähre Warrington

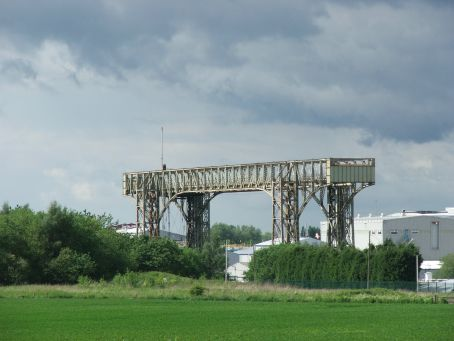
Die Schwebefähre Warrington, aufgenommen von der West Coast Main Line.

Die Schwebefähre Warrington (englisch: Warrington Transporter Bridge oder Bank Quay Transporter Bridge) über den Mersey ist eine stählerne Schwebefähre mit einer Spannweite von 61 Metern. Der Brückenträger ist 9,15 m breit und befindet sich 23 m über dem höchsten Wasserstand. Die Gesamtlänge beträgt 103,3 m.
Die Schwebefähre wurde im Jahr 1915 erbaut und besteht noch heute, auch wenn sie seit etwa 1964 außer Betrieb ist. Sie wurde von William Henry Hunter entworfen und durch William Arrol & Co. gebaut.
Die Schwebefähre Warrington befindet sich in Privatbesitz und verbindet zwei Teile einer großen chemischen Fabrik. Ursprünglich diente sie dazu, Eisenbahnwaggons mit bis zu 18 Tonnen Gewicht zu transportieren; 1940 wurde sie für den Transport von Straßenfahrzeugen umgebaut. Im Jahr 1953 wurde ihre Tragkraft auf 30 Tonnen erhöht.
Diese Brücke wird von English Heritage als Grade-II*-Bauwerk geführt und ist auf Grund ihres schlechten Zustands zurzeit im Buildings at Risk Register verzeichnet. Sie ist zugleich ein Scheduled Monument.